# Liste der Stolpersteine in Helmstedt
Die Liste der Stolpersteine in Helmstedt enthält alle Stolpersteine, die im Rahmen des gleichnamigen Kunst-Projekts von Gunter Demnig in Helmstedt verlegt wurden. Mit ihnen soll den Opfern des Nationalsozialismus gedacht werden, die in Helmstedt lebten und wirkten. Im Zeitraum vom 7. Oktober 2011 bis zur Verlegung am 4. März 2024 wurden insgesamt 20 Stolpersteine verlegt.

## Liste der Stolpersteine
| Bild                                          | Person, Inschrift | Adresse                       | Verlegedatum  | Anmerkung |
| --------------------------------------------- | --- | ----------------------------- | ------------- | --- |
|                                               | Hier wohnte Iwan Neuburger Jg. 1884 Heimatort verlassen 1939 Hannover deportiert 1941 tot in Riga                                            | Emmerstedter Landstraße 6 ·   | 16. Nov. 2011 | Iwan Neuburger wurde am 9. März 1884 in Steinheim geboren. Am 15. Dezember 1941 wurde er in das Ghetto Riga deportiert und später für tot erklärt. Iwan und Ida Neuburger zogen 1939 von Helmstedt nach Hannover und mussten dort im September 1941 in die Bergstraße 8 in ein „Judenhaus“ umziehen, von dem aus sie im Dezember 1941 nach Riga deportiert wurden. |
|                                               | Hier wohnte Ida Neuburger geb. Rosenbaum Jg. 1876 geb. Rosenbaum Jg. 1878 Heimatort verlassen 1939 Hannover deportiert 1941 tot in Riga      | Emmerstedter Landstraße 6 ·   | 16. Nov. 2011 | Ida Neuburger wurde am 23. November 1876 als Ida Rosenburger in Northeim geboren. Am 15. Dezember 1941 wurde sie in das Ghetto Riga deportiert und später für tot erklärt. |
| Stolperstein Helmstedt Moritz Klein (derived) | Hier wohnte Moritz Klein Jg. 1893 verhaftet Braunschweiger Sondergericht Todesurteil 19.8.1942 hingerichtet 22.9.1942 Gefängnis Wolfenbüttel | Fechtboden 5 ·                | 7. Okt. 2011  | Moritz Klein wurde am 14. Juli 1893 geboren. Ihm wurde vorgeworfen, zwei Kinder 1942 mehrfach in sexueller Absicht berührt zu haben. Daraufhin wurde er verhaftet und vom Sondergericht Braunschweig am 18. August 1942 zum Tode verurteilt. Das Todesurteil wurde am 22. September 1942 im Gefängnis Wolfenbüttel vollstreckt. |
|                                               | Hier wohnte Meta Neuburger geb. Waldbaum Jg. 1890 Flucht 1938 Italien ???                                                                    | Hauptstraße 13 · Emmerstedt · | 16. Nov. 2011 | |
|                                               | Hier wohnte Hugo Neuburger Jg. 1886 Flucht 1938 Italien ???                                                                                  | Hauptstraße 13 · Emmerstedt · | 16. Nov. 2011 | |
| Stolpersteine Kornstr 5 Josef Mindus          | Hier wohnte Josef Mindus Jg. 1886 Heimatort verlassen 1939 Hannover deportiert 1941 tot in Riga                                              | Kornstraße 4/5 ·              | 7. Okt. 2011  | Josef Mindus wurde am 9. September 1886 in Jemgum geboren. Am 15. Dezember 1941 wurde er in das Ghetto Riga deportiert und später für tot erklärt. Familie Mindus zog 1939 nach Hannover und musste im September 1941 in das „Judenhaus“ Ohestraße 8/9 umziehen. |
| Stolpersteine Kornstr 5 Frieda Mindus         | Hier wohnte Frieda Mindus geb. Waldbaum Jg. 1889 Heimatort verlassen 1939 Hannover Schicksal unbekannt                                       | Kornstraße 4/5 ·              | 7. Okt. 2011  | Frieda Mindus wurde am 6. September 1889 in Iserlohn geboren und war mit Josef Mindus verheiratet, sie hatten zusammen die Tochter Carla Mindus. Nachdem sie mit ihrer Familie nach Hannover gezogen war, verliert sich ihre Spur. Ihr Mann und die Tochter wurden 1941 nach Riga deportiert. |
| Stolpersteine Kornstr 5 Carla Mindus          | Hier wohnte Carla Mindus Jg. 1926 Heimatort verlassen 1939 Hannover deportiert 1941 tot in Riga                                              | Kornstraße 4/5 ·              | 7. Okt. 2011  | Carla Mindus wurde am 29. November 1926 als Tochter von Josef und Frieda Mindus in Helmstedt geboren. Am 15. Dezember 1941 wurde sie ab Hannover in das Ghetto Riga deportiert und später für tot erklärt. |
| Stolperstein Kybitzstr 1 Kurt Lilienfeld      | Hier wohnte Kurt Lilienfeld Jg. 1925 Flucht 1933 Frankreich interniert Drancy deportiert 1944 tot im Ghetto Kowno                            | Kybitzstraße 1 ·              | 7. Okt. 2011  | Kurt Lilienfeld wurde am 7. Februar 1925 in Helmstedt geboren. 1933 flüchtete er nach Frankreich und war dort in Drancy inhaftiert. am 15. Mai 1944 wurde er von dort in das Ghetto Kowno deportiert und später für tot erklärt. |
| Stolperstein Kybitzstr 6 Martha Lilienfeld    | Hier wohnte Martha Lilienfeld geb. Mildenberg Jg. 1901 Flucht 1933 Frankreich interniert Drancy deportiert 1944 ermordet in Auschwitz        | Kybitzstraße 6 ·              | 7. Okt. 2011  | Martha Lilienfeld wurde am 8. September 1901 als Martha Mildenberg in Melle geboren. Sie war mit Julius Lilienfeld verheiratet und hatte zwei Kinder. Sie flüchtete mit ihrer Familie 1933 nach Frankreich, war dort in Drancy inhaftiert und wurde am 20. Januar 1944 in das Vernichtungslager Auschwitz deportiert. |
| Stolperstein Kybitzstr 6 Horst Lilienfeld     | Hier wohnte Horst Lilienfeld Jg. 1928 Flucht 1933 Frankreich interniert Drancy deportiert 1944 ermordet in Auschwitz                         | Kybitzstraße 6 ·              | 7. Okt. 2011  | Horst Lilienfeld wurde am 19. Februar 1928 als Sohn von Martha Lilienfeld in Helmstedt geboren. Nach seiner Flucht mit der Familie nach Frankreich war er erst in einem Internierungslager bei Toulouse und dann im Sammellager Drancy inhaftiert. Von dort wurde er am 20. Januar 1944 in das Vernichtungslager Auschwitz deportiert. |
| Stolperstein Kybitzstr 6 Marion Lilienfeld    | Hier wohnte Marion Lilienfeld Jg. 1929 Flucht 1933 Frankreich interniert Drancy deportiert 1944 ermordet in Auschwitz                        | Kybitzstraße 6 ·              | 7. Okt. 2011  | Marion Lilienfeld wurde am 2. Oktober 1929 als Tochter von Martha Lilienfeld in Helmstedt geboren. Nach ihrer Flucht mit der Familie nach Frankreich war sie erst in einem Internierungslager bei Toulouse und dann im Sammellager Drancy inhaftiert. Von dort wurde sie am 20. Januar 1944 in das Vernichtungslager Auschwitz deportiert. |
| Stolperstein Leuckartstr 12 Albert Fischbach  | Hier wohnte Albert Fischbach Jg. 1891 verhaftet 1944 Verhaftungswelle nach 20. Juli 1944 tot 17.12.1944 KZ-Aussenlager Schwesing/Husum       | Leuckartstraße 12 ·           | 7. Okt. 2011  | Albert Fischbach wurde am 9. Oktober 1891 in Schwiebus geboren. 1931 wurde er zum Stadtverordneten in Helmstedt gewählt. 1933 floh er aus Angst vor SA und SS aus der Stadt und wurde nach seiner Rückkehr kurzzeitig verhaftet. Nach dem Hitlerattentat am 20. Juli 1944 wurde er abermals verhaftet und kam in mehrere Lager, so ins Arbeitserziehungslager Hallendorf, anschließend KZ Sachsenhausen sowie ins Konzentrationslager Neuengamme. Im KZ-Außenlager Husum-Schwesing starb er am 17. Dezember 1944 an den Folgen der Haft. |
|                                               | Hier wohnte Willy Lippmann Jg. 1897 Flucht 1936 Paraguay                                                                                     | Neumärker Straße 38 ·         | 4. März 2024  | |
|                                               | Hier wohnte Elsbeth Lippmann geb. Rosemann Jg. 1900 Flucht 1936 Paraguay                                                                     | Neumärker Straße 38 ·         | 4. März 2024  | |
|                                               | Hier wohnte Manfred Rosemann Jg. 1901 Flucht 1937 Paraguay                                                                                   | Neumärker Straße 38 ·         | 4. März 2024  | |
|                                               | Hier wohnte Ruth Lippmann Jg. 1926 Flucht 1936 Paraguay                                                                                      | Neumärker Straße 38 ·         | 4. März 2024  | |
|                                               | Hier wohnte Margot Lippmann Jg. 1929 Flucht 1936 Paraguay                                                                                    | Neumärker Straße 38 ·         | 4. März 2024  | |
|                                               | Hier wohnte Hugo Schneemilch Jg. 1887 verhaftet 1937 Buchenwald tot 14.5.1939                                                                | Rosenwinkel 7 ·               | 16. Nov. 2011 | Hugo Schneemilch wurde am 16. Juli 1887 in Helmstedt geboren. Er wurde in das Konzentrationslager Buchenwald deportiert und dort am 14. Mai 1939 ermordet. |
|                                               | Hier wohnte David Wegmann Jg. 1887 abgeschoben 1938 Bentschen 1940 Ghetto Warschau deportiert 1942 Ziel unbekannt ermordet                   | Schuhstraße 8 ·               | 16. Nov. 2011 | Dawid Wegmann wurde am 26. Mai 1887 in Koprzywnica geboren. Er war Papierhändler in Helmstedt und wurde am 28. Oktober 1938 nach Bentschen abgeschoben, wo er bis Sommer 1939 inhaftiert war. Seine nichtjüdische Ehefrau besaß ebenfalls die polnische Staatsangehörigkeit und musste ihn begleiten. Sie durfte nach Helmstedt zurückkehren, David Wegmann wurde jedoch nach Warschau deportiert. Aus dem im November 1940 eingerichteten Ghetto wurde er am 16. Juni 1942 vermutlich in das Vernichtungslager Treblinka abtransportiert und später für tot erklärt. Im Februar 1943 ließ sich Agnes Wegmann von ihrem Mann scheiden, um nicht erneut verhaftet zu werden. |

## Verlegungen
- 7. Oktober 2011: neun Stolpersteine an fünf Adressen[18]
- 16. November 2011: sechs Stolpersteine an vier Adressen[19]
- 4. März 2024: fünf Stolpersteine an einer Adresse[20]